# Urbanice (ort i Tjeckien)
Urbanice är en ort i Tjeckien. Den ligger i den centrala delen av landet, 90 km öster om huvudstaden Prag. Urbanice ligger 241 meter över havet och antalet invånare är 317.
Terrängen runt Urbanice är platt.Runt Urbanice är det ganska tätbefolkat, med 116 invånare per kvadratkilometer. Närmaste större samhälle är Hradec Králové, 8,2 km öster om Urbanice. Trakten runt Urbanice består till största delen av jordbruksmark.